# Sinnflut
Sinnflut jest czwartym solowym albumem niemieckiego rapera Curse.

## Lista utworów
1. Einklang (Intro)
2. Der Fluch
3. Gangsta Rap
4. Liebe (feat. Vanessa Mason)
5. Nimm's leicht (feat. Pete Rock)
6. Gegengift (Acapella)
7. Struggle (feat. Samir)
8. Wir Erwarten Zuviel
9. Links, Rechts (feat. Italo Reno)
10. Heilung
11. Herbstwind (Teil 1. / Teil 2. / Teil 3.)
12. Spiritual (feat. Patrice)
13. Münze Des Glücks
14. Broken Language Reloaded (feat. Samy Deluxe)
15. Kein Weg Zurück
16. Flutlicht (feat. Black Thought (von The Roots))
17. 24
18. Mein Leben